# Троцьке князівство

Герб Троцького князівства, 1407.

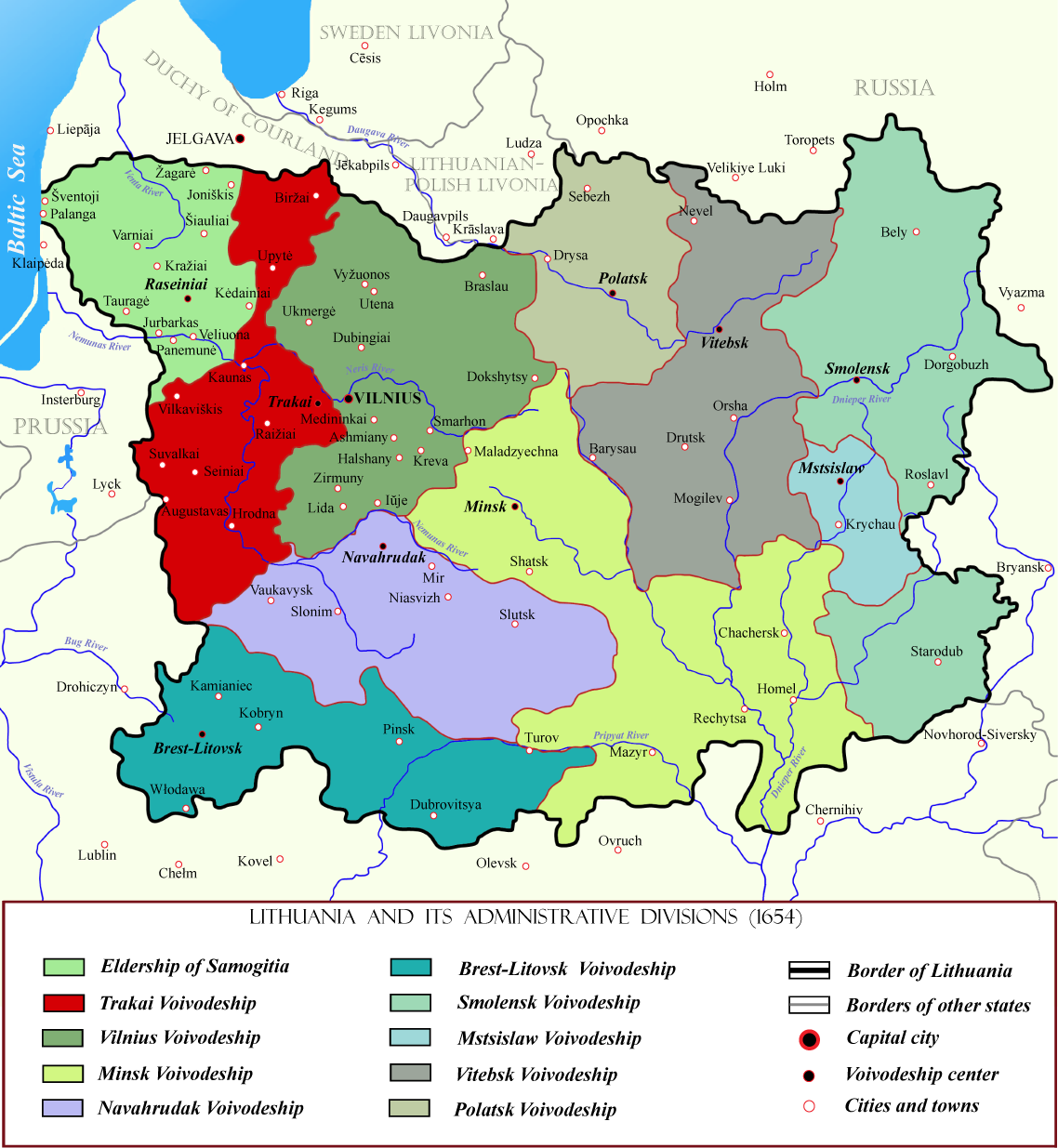
Троцьке воєводство у складі ВКЛ. Межі воєводства разом з Жемайтією збігалися в цілому з межами князівства

Тро́цьке князі́вство (лит. Trakų Kunigaikštystė) — у 1332—1413 роках удільне князівство з центром у Троках (Тракай) у складі Великого князівства Литовського. Керувалося удільними князями з литовської династії Гедиміновичів — Кейстутом (1341—1382), Скиргайлом (1382—1392) і Вітовтом (1392—1413). За урядування останнього статус Троцького князівства було понижено. Це відбилося у титулі Вітовта, який замість «князя Троцького» іменувався господарем Троцьким. В ході адміністративної реформи, спрямованої на централізацію Великого князівства Литовського, Вітовт перетворив удільне князівство на Троцьке воєводство (1413). У німецьких джерелах XV ст. інколи називається герцогством. Також — Трокайське князівство, Тракайське князівство.

## Історія
Після смерті Великого князя Литовського Гедиміна його сини Ольгерд та Кейстут вирішили розділити між собою державу на дві частини. Ольгерд почав правити у східній до якої входила територія сучасної Білорусі зі столицею у Вільні, а Кейстут у західній, до якої входила Жемайтія, частина Литви, західна Білорусь та Підляшшя зі столицею у Троках.
У 1382 р. Кейстут загинув за неясних обставин, і Великий князь Литовський, Ягайло передав Троцький уділ своєму братові Скиргайлу. У 1390 р. син Кейстута, Вітовт почав боротьбу з Ягайлом за батьківський уділ. Війна закінчилась для Вітовта успішно, за Островською угодою 1392 р. він отримав Троцьке князівство та титул намісника Ягайла у ВКЛ.
У 1413 р. Троцке князівство разом з Віленським були реорганізовані у воєводства.

## Князі
- до 1341—1382: Кейстут[1]

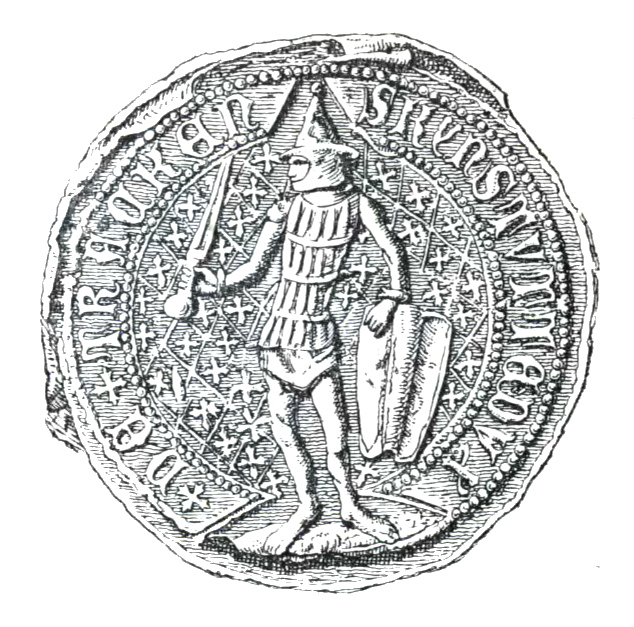
Печатка Кейстута 1379 року з гербом Троків (піхотинець).

- 1382—1392: Скиргайло, син Ольгерда, небіж Кейстута
- 1392—1413: Вітовт, син Кейстута.

### Титули
- 1379: нім. Wir... Kenstutte Herczoge zcu Tracken[2] (Ми... Кейстут, герцог Троків).
- З печатки Кейстута: лат. S[igilum] Kynstvte dvx + de + Traken (Печатка Кейстута, князя Троцького).
- 1382: нім. wir Skirgal Hertzog zcu Tracken[3] (ми, Скиргайло, герцог Троків).
- 1392: лат. Witowdus dei gratia dux Lithuanie, dominus trocensis luczensis etc (Вітовт, милістю Божою, князь Литви, господар Троцький, Луцький та інших)[4].

### Монографії
- Stadnicki K. Dodatki i poprawki do dzieła «Bracia Władysława Jagiełły» i «Olgierd i Kiejstut». — Lwów, 1873. — 38 s.
- Stadnicki K. Olgierd i Kiejstut. Synowie Gedymina w xiecia Litwy. — Lwów, 1870. — 213 + XXI s.
- Stadnicki K. Synowie Gedymina. — Kraków, 1875; — Lwów, 1881.
- Войтович Л.  Князівські династії Східної Європи (кінець IX — початок XVI ст.). Львів: Інститут українознавства, 2000.